# Aizu

Bandeira do Domínio de Aizu

O Domínio de Aizu (会津藩, Aizu-han) foi um domínio japonês do Período Edo, na antiga Província de Mutsu e que  ocupava  a terça parte mais ao oeste da atual Província de Fukushima no Japão. A principal cidade da área é Aizuwakamatsu.   Quem governava o Domínio era o Clã Hoshina, vassalos do Clã Takeda.

## História
Em 1590 Gamō Ujisato,  genro de Oda Nobunaga, recebeu o Domínio de Aizu, como recompensa pelo seu papel no cerco do Castelo Kwannonji 
Em 1598 Uesugi Kagekatsu, o Tairō do Xogunato Tokugawa assume o Domínio de Aizu, mas acaba o perdendo em 1601 por ter confrontado Tokugawa Ieyasu na Batalha de Sekigahara. 
A partir de 1643 o Daimiô passou a pertencer ao Ramo Hoshina. Eles eram os principais vassalos do Clã Takeda. No início do século XVII, o líder da família, Masamitsu, adotou o filho ilegítimo do segundo shogun Hidetada. Como resultado, a fortuna dos Hoshina aumentou, sendo dado a eles feudos cada vez maiores, até que finalmente foram transferidas para Aizu, então avaliadas em 240.000 kokus, em meados do século XVII. Masayuki, o chefe adotivo da família, ganhou destaque quando seu meio-irmão Tokugawa Iemitsu foi Shogun, e mais tarde atuou como regente de seu sucessor, o quarto  Shogun Ietsuna.  No final do século XVII, o Ramo Hoshina teve permissão para usar o mon da malva-rosa Tokugawa e o sobrenome Matsudaira, e a partir de então ficou conhecido como o Ramo Aizu do Clã Matsudaira, desta forma o nome Hoshina continuou sendo usado principalmente para documentos internos. 
Em 1822, o Ramo Hoshina foi extinto com a morte do sétimo daimiô Katahiro, com apenas 15 anos de idade. Ele foi sucedido pelo oitavo daimiô Katataka, que era primo de sexto grau e membro do Ramo Takasu um ramo secundário do Ramo Mito do Clã Tokugawa. Quando este morreu em 1852, sem deixar herdeiros foi sucedido por seu sobrinho-neto, o famoso Katamori, cujos descendentes passaram a liderar o Ramo.
Durante o mandato do nono daimiô, Katamori, o Domínio enviou enormes quantidades de tropas para Quioto, onde Katamori serviu como Kyoto Shugoshoku. Operando sob as ordens do Shogunato, Katamori também atuou como o primeiro comandante do Shinsengumi. Ganhando a inimizade do Domínio de Chōshū, ao perseguir rebeldes Chōshū pelas ruas de Quioto com o apoio de seu aliado, o Domínio de Satsuma,Katamori foi um dos que aconselharam o shogun Yoshinobu a devolver seus poderes ao Imperador em 1867.   Neste momento a Aliança Satsuma-Chōshū tinha o controle da Corte Imperial, e após a renúncia de Yoshinobu, pediu a punição de Katamori e do Domínio de Aizu para que fossem considerados Inimigos da Corte. Mais tarde em 1868, durante a Guerra Boshin embora as forças do Domínio de Aizu tivessem lutado do lado do Ōuetsu Reppan Dōmei, o Castelo Tsuruga, sede do Domínio de Aizu, foi sitiado em outubro de 1868.
O Byakkotai ("Força do Tigre Branco"), era a tropa de jovens samurais entre 16 e 17 anos do Domínio de Aizu. Vinte deles cometeram seppuku (uma forma de suicídio ritual) em uma encosta com vista para o castelo depois de falharem em defender-lo durante a Batalha de Aizu em  23 de agosto de 1868.

## Códigos e exercito
No código do Domínio estabelecido por Masayuki, havia uma prescrição especificando que o Domínio de Aizú deveria ter como objetivo servir ao Shōgun com devoção obstinada, e foi essa prescrição que a levou o ramo a fazer um grande esforço para demostrar sua lealdade.
Os guerreiros de Aizu eram conhecidos por sua habilidade marcial e o Domínio mantinha um exército permanente de mais de 5.000 homens. Este exército era frequentemente responsável por operações de segurança nas regiões ao norte do país, tão ao norte quanto no sul de Sacalina. Além disso, na época da chegada do Comodoro Perry, Aizu tinha presença garantida nas operações de segurança em torno da Baia de Edo. 
O Domínio tinha  dois conjuntos de regras formais para seu exército, as Regras para Comandantes (将 長 禁令 shōchō kinrei) e Regras para Soldados (禁令 禁令 shisotsu kinrei), escritos na década de 1790, estabeleceram um padrão profissional moderno para a conduta militar e para as operações, incluindo os dois itens nas Regras para Soldados que codificavam os direitos humanos e a proteção de não-combatentes inimigos, mais de 70 anos antes da primeira Convenção de Genebra de 1864: 
- 敵地といえども猥りに田畑を踏荒らすべからざる事。

Independentemente de ser propriedade do inimigo, é proibido destruir os campos de arroz.
- 敵地に入って、婦女を犯し、老幼を害し、墳墓を荒らし、民家を焼き、猥りに畜類を殺し、米金を掠取り、故なく林木を伐り、作毛を刈取べからざる事。

Em território inimigo, é proibido estuprar mulheres, prejudicar idosos e crianças, profanar sepulturas, incendiar as casas dos plebeus, abater o gado desnecessariamente, pilhar dinheiro e arroz, cortar árvores sem motivo e roubar colheitas no campo.

## Lista dos Daimiōs  de Aizu

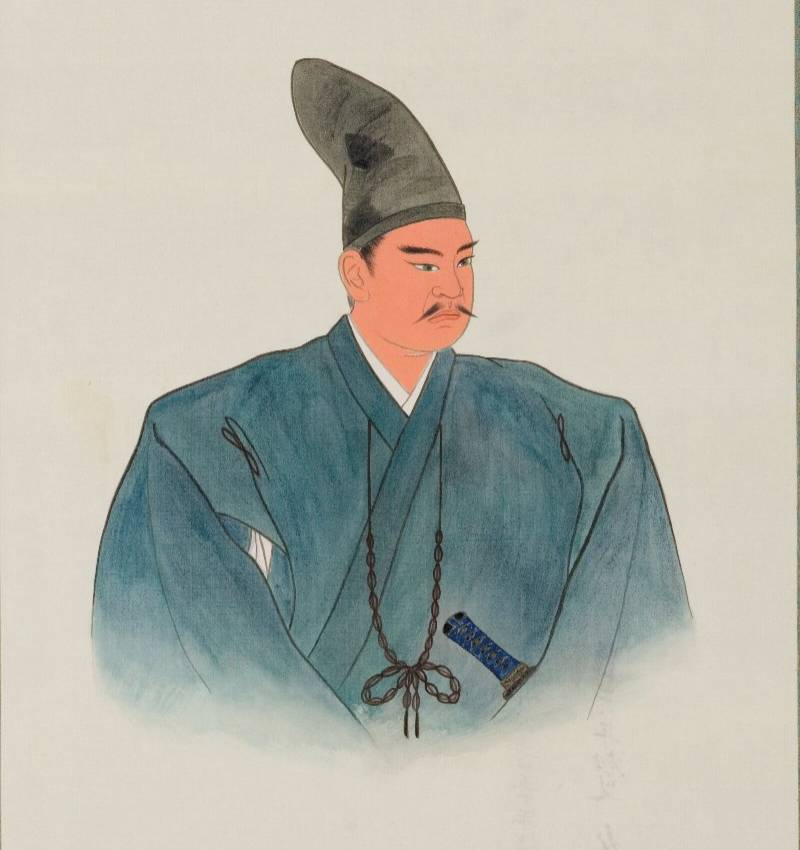
Uesugi Kagekatsu

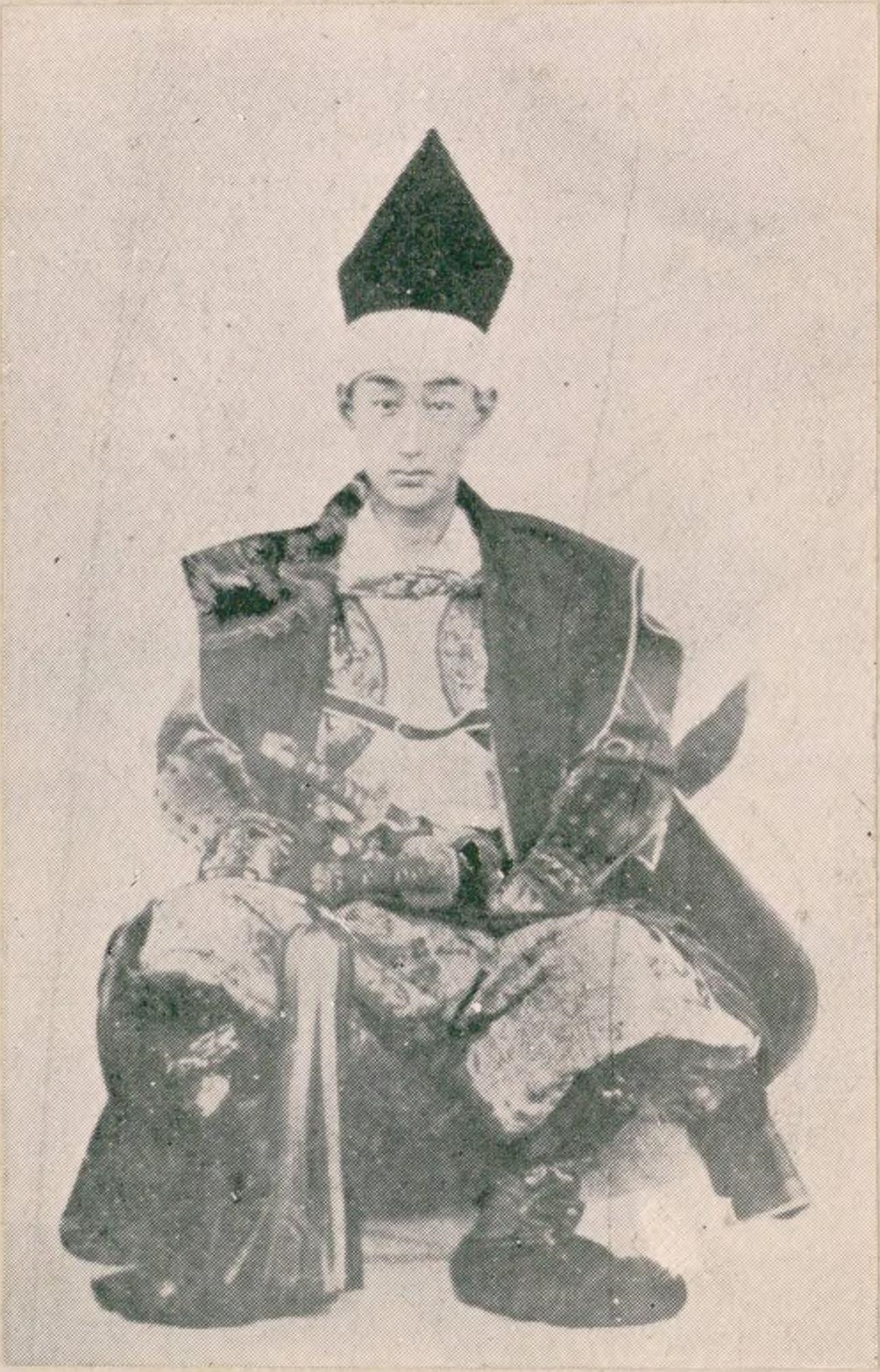
Matsudaira Katamori

O Daimiô era o chefe hereditário do Domínio e ao mesmo tempo era o líder do clã.
- Clã Gamō 1590-1598 (Tozama; 919,000 koku)

| Nome                     | Governo   |
| ------------------------ | --------- |
| Gamō Ujisato (蒲生氏郷)  | 1590–1595 |
| Gamō Hideyuki (蒲生秀行) | 1595–1598 |

- Clã Uesugi 1598-1601 (Tozama; 1,200,000 koku)

| Nome                        | Governo   |
| --------------------------- | --------- |
| Uesugi Kagekatsu (上杉景勝) | 1598–1601 |

- Clã Gamō 1601-1627 (Tozama; 600,000 koku)

| Nome                     | Governo   |
| ------------------------ | --------- |
| Gamō Hideyuki (蒲生秀行) | 1601–1612 |
| Gamō Tadasato (蒲生忠郷) | 1612–1627 |

- Clã Katō 1627-1643 (Tozama; 400,000 koku)

| Nome                     | Governo   |
| ------------------------ | --------- |
| Katō Yoshiaki (加藤嘉明) | 1627–1631 |
| Katō Akinari (加藤明成)  | 1631–1643 |

- Ramo Hoshina do Clã Matsudaira 1643-1868 (Shinpan; 230,000->280,000 koku)

| Nome                           | Governo     |
| ------------------------------ | ----------- |
| Hoshina Masayuki (保科正之)    | 1643–1669   |
| Hoshina Masatsune (保科正経)   | 1669–1681   |
| Matsudaira Masakata (松平正容) | 1681–1731   |
| Matsudaira Katasada (松平容貞) | 1731–1750   |
| Matsudaira Katanobu (松平容頌) | 1750–1805   |
| Matsudaira Kataoki (松平容住)  | 1805        |
| Matsudaira Katahiro (松平容衆) | 1806–1822   |
| Matsudaira Katataka (松平容敬) | 1822–1852   |
| Matsudaira Katamori (松平容保) | 1852–1868   |
| Matsudaira Nobunori (松平喜徳) | 1868 - 1891 |